# Parides anchises
Parides anchises is een vlinder uit de familie van de pages (Papilionidae). De wetenschappelijke naam van de soort is als Papilio anchises gepubliceerd in 1758 door Carl Linnaeus in de tiende editie van Systema naturae.